# Guerra turco-armena
La guerra turco-armena (in armeno Թուրք-հայկական պատերազմ?), conosciuta in Turchia come il fronte orientale (in turco Doğu Cephesi) della guerra d'indipendenza turca, fu un conflitto alla fine del 1920 tra la Prima Repubblica di Armenia e il Movimento Nazionale Turco, all'indomani del Trattato di Sèvres e della guerra armeno-azera. Dopo che il governo provvisorio di Ahmed Tevfik Pascià non riuscì a ottenere il sostegno per la ratifica del trattato, i resti del XV corpo dell'esercito ottomano sotto il comando di Kâzım Karabekir attaccarono le forze armene che controllavano l'area circostante di Kars, riconquistando infine tutto il territorio precedentemente ceduto all'Impero ottomano dalla Russia sovietica come parte del Trattato di Brest-Litovsk.
Le prime operazioni iniziarono nel giugno 1920, quando i soldati della Prima Repubblica di Armenia stanziati vicino al confine impegnarono degli scontri con i militari turchi che presidiavano il distretto di Oltu, ufficialmente armeno ma controllato dai turchi. Dal 25 giugno al 5 settembre 1920 i turchi (comandati dal generale Kâzım Karabekir) e gli armeni furono impegnati nella battaglia di Oltu; gli armeni non riuscirono a riconquistare la città che rimase in mano turca. Il 24 settembre la Prima Repubblica di Armenia dichiarò guerra alla Turchia. I turchi ottennero altre vittorie il 29 settembre a Sarıkamış, e il 30 ottobre a Kars; il 7 novembre i turchi occuparono Alessandropoli.
La vittoria militare turca fu seguita dall'occupazione da parte dell'Unione Sovietica e dalla sovietizzazione dell'Armenia. Il Trattato di Mosca (marzo 1921) tra la Russia sovietica e la Grande Assemblea Nazionale della Turchia e il relativo Trattato di Kars (ottobre 1921) confermarono le conquiste territoriali fatte da Karabekir e stabilirono l'odierno confine turco-armeno.

## Sfondo
La dissoluzione dell'Impero russo sulla scia della Rivoluzione di febbraio vide gli armeni del Caucaso meridionale dichiarare la loro indipendenza e istituire formalmente la Prima Repubblica di Armenia. Nei suoi due anni di esistenza, la minuscola repubblica, con la sua capitale a Yerevan, venne afflitta da una serie di problemi debilitanti relativi alle feroci dispute territoriali con i suoi vicini e a una spaventosa crisi di rifugiati.
La questione più incombente dell'Armenia era la sua disputa con il suo vicino occidentale, l'Impero ottomano. Circa 1,5 milioni di armeni erano morti durante il genocidio armeno. Gli eserciti dell'Impero ottomano occuparono il Caucaso meridionale nell'estate del 1918 ed erano pronti a schiacciare la repubblica, ma l'Armenia riuscì a resistere fino alla fine di ottobre, quando gli ottomani capitolarono alle potenze alleate. Sebbene l'Impero ottomano fosse parzialmente occupato dagli Alleati, comprese le forze franco-armene della campagna di Cilicia, i turchi non ritirarono le loro forze al confine russo-turco prebellico fino al febbraio 1919 e mantennero molte truppe mobilitate lungo questa frontiera.

## Bolscevichi e movimenti nazionalisti turchi
Durante la prima guerra mondiale e nei successivi negoziati di pace a Parigi, gli alleati avevano giurato di punire i turchi e premiare alcune, se non tutte, le province orientali dell'Impero alla nascente repubblica armena. Tuttavia gli alleati erano più preoccupati di concludere i trattati di pace con la Germania e gli altri membri europei delle potenze centrali. Nelle questioni relative al Vicino Oriente, le principali potenze, Gran Bretagna, Francia, Italia e Stati Uniti, avevano interessi contrastanti sulle sfere di influenza che dovevano assumere. Se da un lato c'erano controversie interne paralizzanti tra gli alleati con gli Stati Uniti che erano riluttanti ad accettare un mandato sull'Armenia, dall'altro vari elementi disamorati nell'Impero ottomano nel 1920 iniziarono a rinnegare le decisioni prese dal governo ottomano a Costantinopoli, coalizzandosi e formando il Movimento Nazionale Turco sotto la guida di Mustafa Kemal. I nazionalisti turchi consideravano inaccettabile qualsiasi divisione dei territori precedentemente ottomani (e la loro successiva distribuzione alle autorità non turche). Il loro obiettivo dichiarato era quello di "garantire la sicurezza e l'unità del paese". I bolscevichi simpatizzavano con il movimento turco a causa della loro reciproca opposizione all'"imperialismo occidentale", come lo chiamavano i bolscevichi.
Nel suo messaggio a Vladimir Lenin, leader dei bolscevichi, datato 26 aprile 1920, Kemal promise di coordinare le sue operazioni militari attraverso la "lotta contro i governi imperialisti" dei bolscevichi e chiese cinque milioni di lire in oro e armamenti "come primo soccorso" alle sue forze. Nel 1920, il governo di Lenin fornì ai kemalisti 6 000 fucili, più di cinque milioni di cartucce di fucili e 17 600 proiettili, oltre a 200,6 kg di lingotti d'oro; nei due anni successivi l'importo dell'aiuto aumentò. Nei negoziati del Trattato di Mosca (1921), i bolscevichi chiesero che i turchi cedessero Batumi e il Nakhichevan; chiesero anche maggiori diritti sul futuro status degli Stretti. Nonostante le concessioni fatte dai turchi, le forniture finanziarie e militari tardarono ad arrivare. Solo dopo la decisiva battaglia del Sakarya (agosto-settembre 1921), gli aiuti iniziarono ad arrivare più velocemente. Dopo molti ritardi, gli armeni ricevettero dagli alleati nel luglio 1920 circa 40 000 uniformi e 25 000 fucili con una grande quantità di munizioni.
Nell'agosto 1920 gli Alleati redassero l'accordo di pace del Vicino Oriente, sotto forma del Trattato di Sèvres. Gli Stati Uniti si erano rifiutati di assumere il mandato armeno nel maggio di quell'anno, ma gli Alleati delegarono gli Stati Uniti a tracciare i confini occidentali della repubblica. Gli Stati Uniti assegnarono quattro delle sei province orientali all'Impero ottomano, compreso uno sbocco sul Mar Nero. Il Trattato di Sèvres servì a confermare i sospetti di Kemal sui piani alleati di spartizione dell'impero. Secondo lo storico Richard G. Hovannisian, la sua decisione di ordinare l'invasione dell'Armenia aveva lo scopo di mostrare agli Alleati che "il trattato non sarebbe stato accettato e che non ci sarebbe stata pace finché l'Occidente non fosse stato pronto a offrire nuovi termini in linea con i principi del Patto Nazionale Turco."

## Il conflitto

### Prime fasi

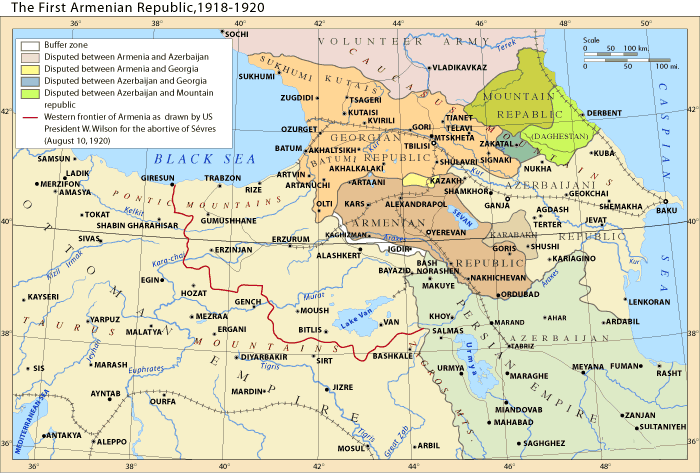
Il territorio della Prima Repubblica di Armenia.

Secondo le fonti turche e sovietiche, i piani turchi per riprendere le terre precedentemente controllate dagli ottomani a est erano già in atto nel giugno 1920. Utilizzando fonti turche, lo storico Bilâl Şimşir ha identificato a metà giugno il momento esatto in cui il governo di Ankara ha avviato i preparativi per una campagna sul fronte orientale. Le ostilità partirono per la prima volta dalle forze kemaliste. A Kâzım Karabekir fu assegnato il comando del fronte orientale di recente formazione il 9 giugno 1920 e il 13 o 14 giugno gli fu data l'autorità di un esercito da campo su tutti gli ufficiali civili e militari del fronte orientale. Gli scontri tra le forze turche e armene nell'area circostante di Kars divennero frequenti durante quell'estate, sebbene le ostilità su vasta scala non scoppiarono fino a settembre. Convinto che gli alleati non sarebbero venuti in difesa dell'Armenia e consapevole che i leader della repubblica armena non erano riusciti a ottenere il riconoscimento dell'indipendenza dalla Russia sovietica, Kemal diede l'ordine al generale comandante Kâzım Karabekir di avanzare nel territorio controllato dagli armeni. Alle 2:30 del mattino del 13 settembre, cinque battaglioni del XV corpo d'armata turco attaccarono le posizioni armene, sorprendendo le forze armene poco disperse e impreparate a Oltu e Penek. All'alba, le forze di Karabekir avevano occupato Penek e gli armeni avevano subito almeno 200 vittime e furono costretti a ritirarsi a est verso Sarıkamış. Poiché né le potenze alleate né la Russia sovietica reagirono alle operazioni turche, il 20 settembre Kemal autorizzò Karabekir a procedere più avanti e conquistare Kars e Kağızman.
A questo punto, il XV Corpo di Karabekir era cresciuto fino a raggiungere le dimensioni di quattro divisioni. Alle 3:00 del mattino del 28 settembre, le quattro divisioni del XV Corpo d'armata avanzarono verso Sarıkamış, creando un tale panico che i residenti armeni avevano abbandonato la città quando i turchi entrarono il giorno successivo. Le forze armate partirono verso Kars ma furono ritardate dalla resistenza armena. Ai primi di ottobre, il governo armeno supplicò che gli alleati intervenissero e fermassero l'avanzata turca, senza alcun risultato. La maggior parte delle forze britanniche disponibili nel Vicino Oriente erano concentrate nel reprimere le rivolte tribali in Iraq, mentre anche Francia e Italia stavano combattendo i rivoluzionari turchi vicino alla Siria e ad Antalya controllata dall'Italia. La vicina Georgia dichiarò la propria neutralità durante il conflitto.
L'11 ottobre, il plenipotenziario sovietico Boris Legran arrivò a Yerevan con un testo per negoziare un nuovo accordo sovietico-armeno. L'accordo firmato il 24 ottobre assicurò il sostegno sovietico. La parte più importante di questo accordo riguardava Kars, che l'Armenia accettò di garantire. Il movimento nazionale turco non era contento di un possibile accordo tra i sovietici e l'Armenia. Karabekir venne informato dal governo della Grande Assemblea Nazionale in merito all'accordo Boris Legran e ordinò di risolvere la questione di Kars. Lo stesso giorno in cui fu firmato l'accordo tra Armenia e Russia sovietica, Karabekir spostò le sue forze verso Kars.

### Conquista di Kars e Alessandropoli

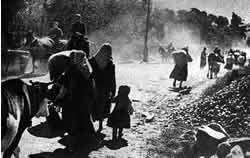
I civili armeni fuggono da Kars dopo la sua cattura da parte delle forze turche.

Il 24 ottobre, le forze di Karabekir lanciarono una nuova, massiccia campagna contro Kars. Gli armeni abbandonarono la città, che entro il 30 ottobre passò sotto la piena occupazione turca. Le forze turche continuarono ad avanzare e, una settimana dopo la cattura di Kars, presero il controllo di Alessandropoli (l'odierna Gyumri, in Armenia.) Il 12 novembre i turchi conquistarono anche il villaggio strategico di Aghin, a nord-est delle rovine. dell'ex capitale armena di Ani, e prevedeva di spostarsi verso Yerevan. Il 13 novembre la Georgia ruppe la propria neutralità e concluse un accordo con l'Armenia per invadere la regione contesa di Lori, che fu istituita come Zona Neutrale (il Condominio Shulavera) tra le due nazioni all'inizio del 1919.

### Trattato di Alessandropoli

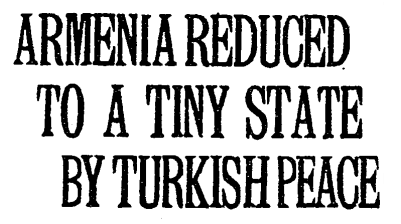
Un articolo del New York Times, 10 dicembre 1920.

I turchi, post ad Alessandropoli, presentarono agli armeni un ultimatum che furono costretti ad accettare. Seguirono con una richiesta più radicale che minacciava l'esistenza dell'Armenia come entità vitale. Gli armeni inizialmente rifiutarono questa richiesta, ma quando le forze di Karabekir continuarono ad avanzare, non ebbero altra scelta che capitolare. Il 18 novembre 1920, conclusero un accordo di cessate il fuoco. Durante l'invasione l'esercito turco ha compiuto atrocità di massa contro i civili armeni a Kars e Alessandropoli. Questi includevano stupri e massacri in cui furono giustiziati decine di migliaia di civili.
Mentre i termini della sconfitta venivano negoziati tra Karabekir e il ministro degli Esteri armeno Alexander Khatisyan, Joseph Stalin, al comando di Vladimir Lenin, ordinò a Grigoriy Ordzhonikidze di entrare in Armenia dall'Azerbaigian per stabilire un nuovo governo filo-bolscevico nel paese. Il 29 novembre, l'undicesima armata sovietica invase l'Armenia a Karavansarai (l'attuale Ijevan).
Dopo la cattura di Yerevan ed Echmiadzin da parte delle forze bolsceviche il 2 dicembre 1920, il governo armeno firmò il Trattato di Alessandropoli il 3 dicembre 1920, sebbene non esistesse più come entità giuridica. Il trattato richiedeva che l'Armenia disarmasse la maggior parte delle sue forze militari e cedesse tutto il territorio ottomano che era stato concesso all'Armenia dal trattato di Sèvres. Il parlamento armeno non ratificò mai il trattato, poiché l'invasione sovietica ebbe luogo nello stesso momento e i comunisti presero il controllo del paese.

## Conseguenze

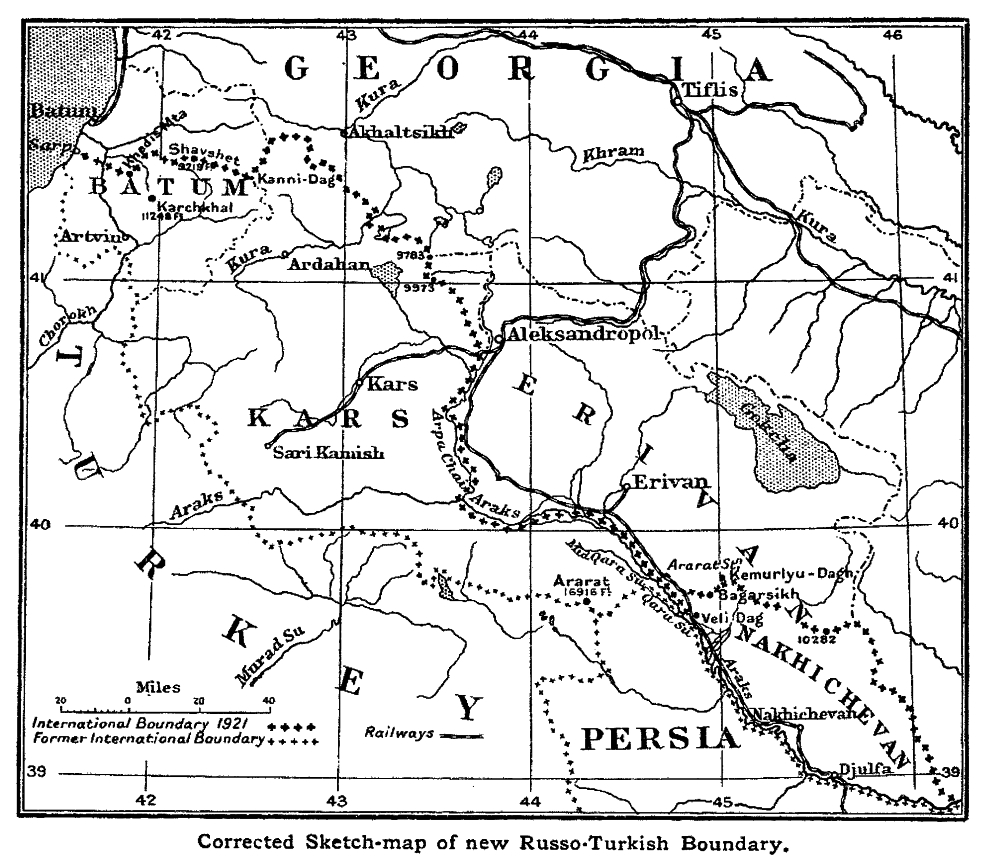
Confine turco-sovietico stabilito dal Trattato di Kars.

Alla fine di novembre 1920, ci fu una rivolta comunista sostenuta dai sovietici in Armenia. Il 28 novembre 1920, accusando l'Armenia delle invasioni di Şərur (20 novembre) e Karabakh (21 novembre), l'11ª Armata Rossa al comando di Anatoli Gekker attraversò la linea di demarcazione tra l'Armenia e l'Azerbaigian sovietico. La seconda guerra sovietico-armena durò una settimana. Esausto dai sei anni di guerre e conflitti, l'esercito e la popolazione armena furono incapaci di resistere attivamente.
Quando l'Armata Rossa entrò a Yerevan il 4 dicembre 1920, il governo della Repubblica armena si arrese effettivamente. Il 5 dicembre, anche il Comitato rivoluzionario armeno (Revkom, composto principalmente da armeni dell'Azerbaigian) entrò in città. Infine, il 6 dicembre, la Cheka, la polizia segreta di Felix Dzerzhinsky, entrò a Yerevan. I sovietici presero il controllo e l'Armenia cessò di esistere come Stato indipendente. Subito dopo, i bolscevichi dichiararono la Repubblica Socialista Sovietica Armena.

## Insediamento
La guerra in Transcaucasia fu risolta in un trattato di amicizia tra la Grande Assemblea Nazionale della Turchia (GNAT) (che proclamò la Repubblica Turca nel 1923) e la Russia Sovietica (RSFSR). Il "Trattato di amicizia e fratellanza", chiamato Trattato di Mosca, fu firmato il 16 marzo 1921. Il successivo Trattato di Kars, firmato dai rappresentanti della RSS Azera, della RSS Armena, della RSS Georgiana e della GNAT, cedette l'Agiaria alla Georgia sovietica in cambio del territorio di Kars (oggi le province turche di Kars, Iğdır e Ardahan). In base ai trattati, sotto il protettorato dell'Azerbaigian fu istituito un oblast autonomo del Nakhichevan.